# Holšiny
Holšiny (německy Holschin) jsou osada, část obce Rosovice v okrese Příbram. Nachází se asi 6,5 km jihozápadně od Dobříše a asi 13 km severovýchodně od Příbrami.
Severozápadně od Holšin se nachází Vackův rybník a severně protéká Sychrovský potok, který se vlévá do říčky Kocáby.